# Норманс-Кей
Норманс-Кей — маленький багамский остров площадью в несколько сотен акров, расположенный в Эксума. Находится в 340 километрах от побережья Флориды. В период с 1978 по 1982 годы остров был собственностью колумбийского наркобарона Карлоса Ледера и являлся перевалочной базой для контрабанды кокаина из Колумбии в США.

## Контрабанда наркотиков

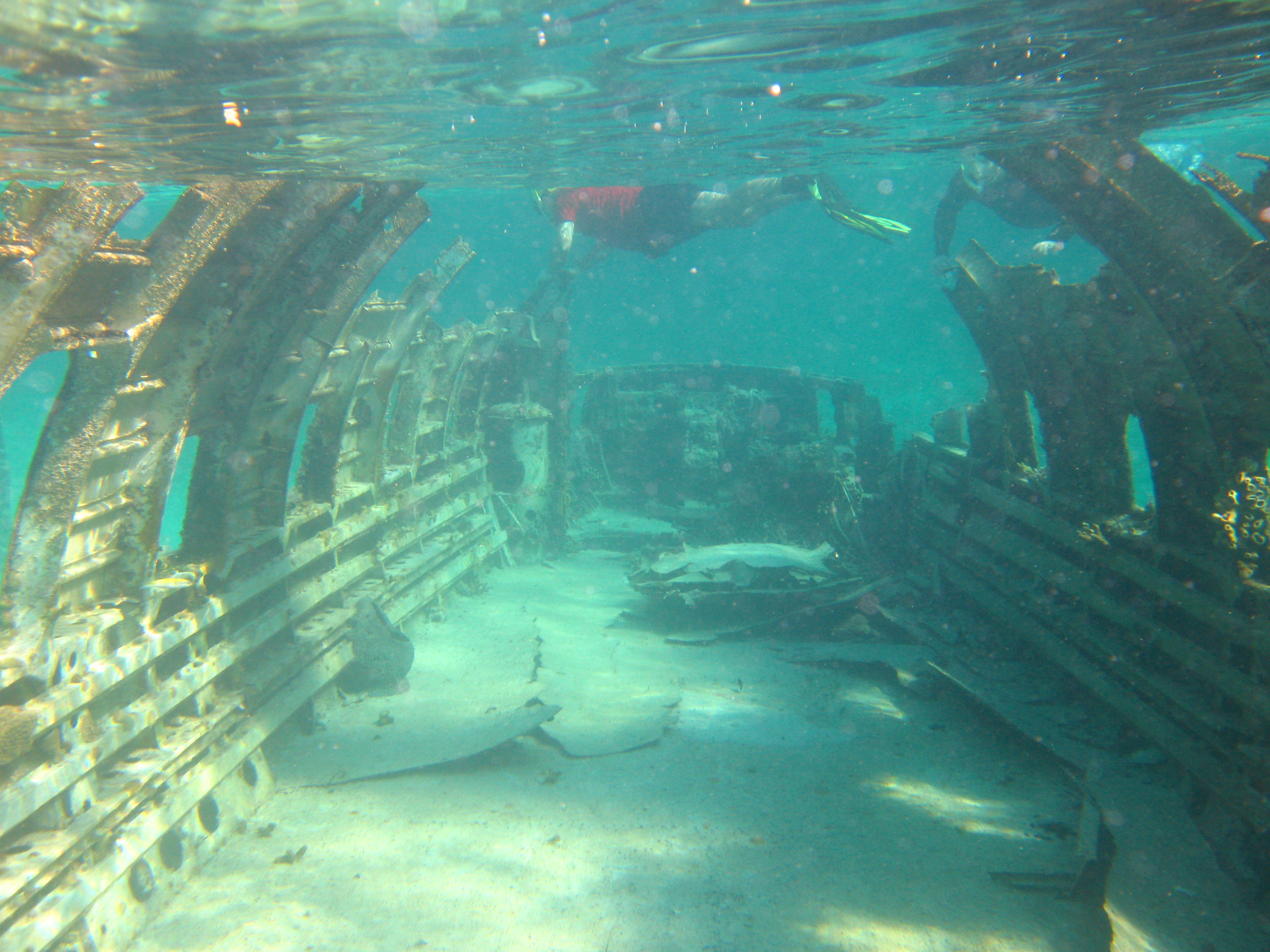
Обломки Curtiss-Wright C-46 Commando, разбившегося на мелководье у острова Норманс-Кей в 1980-х (2006 год)

Карлос Ледер приобрел этот остров в 1978 году за 4.5 млн долларов. Сразу же после этого Ледер стал скупать на острове большое количество недвижимости, в том числе и дома, гостиницы и т. д. Вскоре после этого Ледер начал вытеснять из острова проживавших тут жителей и посетителей, причём, если взятки не помогали, то непокорных убивали.. Таким образом, в течение короткого времени, весь остров оказался под полным контролем колумбийской наркомафии. Деятельность Ледера на Норманс-Кей защищали подкупленные им багамские чиновники.
Остров был превращен в пристанище разврата для Ледера и его сообщников. Один из сподвижников Ледера, Карлос Торо, вспоминал:

Норманс-Кей был игровой площадкой. Я до сих пор отчетливо помню, как меня, прибывшего на остров на своём самолёте, приехали встречать обнаженные женщины на Land Rover с откидным верхом… и там мы праздновали. Это был Содом и Гоморра… наркотики, секс, никаких полицейских… правила устанавливались вами… и это было весело.
Оригинальный текст (англ.)
Norman's Cay was a playground. I have a vivid picture of being picked up in a Land Rover with the top down and naked women driving to come and welcome me from my airplane... And there we partied. And it was a Sodom and Gomorrah... drugs, sex, no police... you made the rules... and it was fun.

На острове были построены километровая взлётная полоса, радар, на острове для охраны расположилась группа коммандос, подготовленная Яиром Кляйном. Остров Норманс-Кей был превращен в самую настоящую неприступную крепость: его патрулировала вооруженная охрана, больше походившая на мини-армию со своими внедорожниками, патрульными катерами, крупнокалиберными пулемётами и т. д., а принадлежащий Карлосу аэропорт охраняли десятки доберманов. Кокаин из Колумбии поставлялся через Норманс-Кей в Джорджию, Флориду и Каролину. Вскоре была налажена бесперебойная контрабанда кокаина из Колумбии в США, причём порой через остров проходило до 300 килограммов наркотика в день.
Конец господству наркомафии на острове положили знаменитый доклад Брайана Росса о коррупции в багамском правительстве (в том числе и о фактах подкупа Ледером ряда багамских чиновников) 5 сентября 1983 года и последовавший вслед за этим штурм Норманс-Кея полицейским десантом.

## Настоящее время
Остров вновь стал предметом небольших разногласий, когда новоизбранное правительство, несмотря на возражения местного депутата, подписало соглашение о продаже принадлежащего государству острова за 40.5 млн долларов. Правительство считает, что этот шаг поспособствует дальнейшему финансированию экономики страны со стороны зарубежных инвесторов.
Консорциум острова из местных и иностранных владельцев, включая багамцев Марка Головеско, Мартина Соломона, Грега Клира и Джеймса Коула, а также американских инвесторов Дж. Стивена Манолиса и Джонатана Брина планировали построить на острове сеть курортов Aman Resorts. Остров был предположительно продан расположенной в Майами компании Fort Capital Group.
В настоящее время остров открыт для туристов для посещения чартерным рейсом.

## В массовой культуре
- Остров Норманс-Кей был показан в фильме 2001 года Кокаин, с Джонни Деппом в главной роли.
- Остров также упоминается в романе Джорджа Янга и Т. Рафаэля Чимино «Heavy».
- Вымышленный остров Кайо-Перико, представленный в обновлении The Cayo Perico Heist для Grand Theft Auto Online, основан на острове Норманс-Кей, так как оба они расположены в Карибском море и служили перевалочной базой для наркокартеля и частным островом для вечеринок. Также на Кайо-Перико также есть роскошное поместье Эль-Рубио, похожее на Гасиендо Наполес Пабло Эскобара.